# Fade (Band)
fade ist eine in dieser Zusammenstellung 2002 gegründete japanische Rockband. Sie bezeichnen ihren Stil selbst als „California Roll of Rock“, als Anspielung auf ihre bunt gemischte Zusammensetzung. Zwei der Bandmember sind in New York aufgewachsen, sind aber ursprünglich japanischer Herkunft, während der Sänger der Band Amerikaner ist. Sie haben ihr Debütalbum in Japan veröffentlicht.

## Geschichte
Rui und kansei, beides Japaner, die in New York aufwuchsen, begannen ihre musikalische Karriere bereits 1992. 1994 schloss sich noriyuki an und 1998 5° (ausgesprochen: Godo). Im gleichen Jahr spielten sie ihr erstes Live in Tokio, damals noch mit norikyuki am Gesang und anderem Bassisten.
1999 wechselten sie ihre Basis von New York nach Tokio und schließlich im Jahr 2002 schloss sich ihnen der aus Seattle stammende Jon Underdown als neuer Sänger an, der ursprünglich als Austauschstudent nach Tokio gekommen war. Schon im Januar des folgenden Jahres veröffentlichten sie ihr erstes Album „fade“. In dieser Kombination spielen sie auch noch heute, wobei die unterschiedliche Herkunft der Mitglieder für die Bezeichnung: Blue eyed Samurai x Black eyed Cowboys sorgte.
Das zweite Album erschien im März 2005 unter dem Namen A Moment of Truth und wurde in LA aufgenommen. Das dritte folgte im August desselben Jahres mit dem Titel Under the Sun.
Wieder zwei Jahre später erschien das Album To Find A Better Tomorrow, wobei dieses in den Japanischen Charts unter westliche Musik und nicht Japanische Musik gelistet wurde. 2009 dann trat die Band auf einigen Festivals auf, unter anderem in Korea oder mit Künstlern wie Limp Bizkit und Judas Priest. Im gleichen Jahr veröffentlichten sie auch ihr fünftes Album Age of Innocence.
2010 stand ganz im Fokus von Auftritten. Sie spielten wieder auf einigen Festivals und tourten durch Japan.
Bekannt wurden sie aber in der deutschen Fanszene erst 2011, als Sänger Jon Underdown der zweite Sänger der YELLOW FRIED CHICKENz wurde, deren erster Sänger Gackt war.
Im gleichen Jahr veröffentlichte fade das Album Kings of Dawn, welches Ende 2011 auch in Deutschland von Gan-Shin veröffentlicht wurde.
2012 wiederum standen einige Touren an, sowie die Veröffentlichung des Albums TEN (天).

## Stil
Im Gegensatz zu vielen anderen japanischen Rockbands, orientiert sich die Musik von fade mehr am westlichen Hard Rock. Die westlichen Einflüsse sind wesentlich deutlicher zu hören. Die Texte wechseln zwischen Japanisch und Englisch.

## Diskografie

### Alben
- 2002: fade (ファイド)
- 2005: A Moment of Truth
- 2005: Under the Sun
- 2008: To Find A Better Tomorrow
- 2009: Age of Innocence
- 2011: Kings of Dawn
- 2012: Ten (天)

### Singles
- 2009: Black Hearts And Dollar Signs
- 2011: One Reason
- 2011: Cosmicalism (コズミカリズム, Kozumikarizumu)
- 2011: From The Heart
- 2013: Cross Road